# Kate Atkinson
Kate Atkinson MBE (York, 20 december 1951) is een Brits schrijfster van romans, verhalen en toneelstukken. Ze verwerkt  postmoderne en magisch-realistische elementen in de verhaallijnen van historische romans, detectiveromans en familieromans. 
Haar werk is meerdere malen bekroond. De romans Life After Life en A God in Ruins kregen in 2013 en 2015 de Costa Book Award. Voor haar debuut Behind the Scenes at the Museum had ze in 1996 al de Whitbread Book Award gekregen, de voorloper van de Costa. De meeste van haar boeken zijn in het Nederlands vertaald. Een aantal titels is verfilmd voor televisie.

## Biografie
Atkinsons ouders hadden een winkel in de stad York. Zij was enig kind en moest zich vaak alleen zien te amuseren. Zij omschrijft zichzelf als een angstig kind, iets dat volgens haar te maken had met het feit dat ze ‘onwettig’ (buitenechtelijk) was. Haar ouders leefden samen maar konden niet trouwen omdat haar moeder niet van haar eerste man kon scheiden. In die tijd was dat een schande. 
Ze studeerde Engelse letterkunde aan de University of Dundee in Schotland en behaalde in 1974 haar master. Ze werkte een tijd aan een proefschrift over postmoderne Amerikaanse literatuur en heeft ook les gegeven aan de universiteit van Dundee, maar is uiteindelijk niet gepromoveerd. In haar eigen literaire werk zijn postmoderne stilistische elementen terug te vinden.
Nadat ze de universiteit had verlaten - en voordat ze in 1995 doorbrak als schrijfster - verdiende Atkinson als alleenstaande moeder de kost met laag betaalde banen. Incidenteel werkte ze ook in het onderwijs.
Atkinson woont in Edinburgh. Zij werd in 2011 benoemd tot Member of the Order of the British Empire (MBE) voor haar literaire verdiensten.

## Schrijverschap

### 1986 - 2000
Atkinson was in de dertig toen ze begon met het schrijven van korte verhalen. Een van haar verhalen won in 1986 een prijs in een schrijfwedstrijd van het vrouwentijdschrift Woman’s Own. Dit stimuleerde haar om door te gaan met schrijven en ze publiceerde verhalen in verschillende tijdschriften en kranten. Zij heeft gezegd dat het schrijven van korte verhalen een goede leerschool was, omdat ze gedwongen werd haar verhaal zo efficiënt mogelijk te vertellen. 
In 1993 won ze de Ian St. James Award voor het verhaal Karmic Mothers—Fact or Fiction? Dit gaat over twee vrouwen die in een ziekenhuiszaal naast de kraamafdeling allebei herstellen van een zelfmoordpoging. In 1997 werd het verhaal verfilmd voor televisie.
In 1995 verscheen haar eerste roman, het tragikomische Behind the Scenes at the Museum. De roman vertelt aan de hand van de jeugdherinneringen van de jonge vrouw Ruby Lennox het verhaal van een familie gedurende de Eerste en Tweede Wereldoorlog. Het boek vestigde in een keer haar naam als schrijfster en werd ook een commercieel succes. Sommige critici deden het echter af als een feministisch manifest. Behind the Scenes at the Museum werd bekroond met de Whitbreadprijs in de categorieën 'beste debuut', en 'Book of the Year'. Dit laatste leidde tot enige opschudding in de media; de debuutroman van de onbekende Atkinson had de voorkeur gekregen boven de winnaar in de categorie 'beste roman', The Moor’s Last Sigh van Salman Rushdie. Behind the Scenes at the Museum is bewerkt voor radio en toneel. Atkinson schreef zelf het scenario voor een televisiebewerking.
In haar twee volgende romans Human Croquet (1997) en Emotionally Weird (2000), experimenteerde Atkinson met verschillende stijlelementen en verteltechnieken. In Emotionally Weird gebruikt ze bijvoorbeeld verschillende lettertypes om personages en locaties van elkaar te onderscheiden.

### 2000-2014
In 2000 ging haar toneelstuk Abandonment in Edinburgh in premiere. In 2002 publiceerde ze een bundel korte verhalen onder de titel Not the End of the World.
In 2004 verscheen Case Histories, een roman rond de privédetective Jackson Brodie; hij was Atkinsons eerste mannelijke hoofdpersoon. Daarna volgden nog drie Brodie-romans: One Good Turn (2006), When Will There Be Good News? (2008) en Started Early Took My Dog (2010). De serie is verfilmd voor televisie met Jason Isaacs als Jackson Brodie.
De zeer succesvolle roman Life After Life (2013) is een combinatie van sciencefiction, historische roman en psychologisch drama. In de loop van het verhaal overlijdt de hoofdpersoon Ursula Todd keer op keer, om vervolgens steeds weer geboren te worden in het jaar 1910 en haar leven opnieuw te beginnen. In elk nieuw leven moet Ursula keuzes maken die de loop van de geschiedenis blijken te beïnvloeden. Life After Life kreeg de Costa Book Award voor de beste roman en is in 2022 verfilmd voor televisie.

### 2015- heden
Atkinsons volgende roman A God in Ruins (2015) volgt het leven van Ursula’s broer Teddy Todd die tijdens de Tweede Wereldoorlog piloot is bij de Royal Air Force, maar is realistischer dan Life After Life. Ook dit boek won de Costa Book Award. Lezers en critici zijn doorgaans het meest lovend over Life After Life vanwege de bijzondere structuur en originaliteit, maar Atkinson vindt zelf A God in Ruins haar beste werk.
De hoofdpersoon van Transcription (2018) is een vrouw die tijdens de Tweede Wereldoorlog voor MI5 heeft gewerkt. 
In 2019 verscheen weer een roman rond de detective Jackson Brodie: Big Sky (2019). Na een aantal boeken over de Tweede Wereldoorlog wilde Atkinson weer eens over een ander thema schrijven. Het verhaal van Big Sky was oorspronkelijk bedoeld voor een tv-serie over een vrouwelijke detective, die gespeeld zou worden door de actrice Victoria Wood. Na Woods onverwachte overlijden besloot Atkinson het plot te gebruiken voor een vijfde roman in haar Brodie-cyclus.
Shrines of Gaiety (2022) speelt zich af in het Londense nachtclubmilieu kort na de Eerste Wereldoorlog. Normal rules don't apply (2023) was haar eerste verhalenbundel sinds 2002. In 2024 verscheen Death at the sign of the rook, de zesde Jackson Brodie roman, bedacht tijdens de coronapandemie. Het verhaal speelt zich af in een Engels landhuis; het is een hommage aan Agatha Christie en andere schrijvers uit 'het gouden tijdperk van de Britse detectiveroman' tussen de Eerste en Tweede Wereldoorlog.

## Stijl en thema's
In de romans en verhalen van Kate Atkinson is veel niet wat het op het eerste gezicht lijkt. De conventionele vormen van de historische roman, detectiveroman en familieroman combineert zij met postmoderne of magisch-realistische elementen. Atkinson is gefascineerd door de rol van het toeval in het leven en dit is een terugkerend thema in haar verhalen. Haar boeken zijn een aaneenschakeling van (onverwachte) gebeurtenissen en bijzondere personages. Hoofdpersonen krijgen soms te maken met periodes van mentale verwarring of geheugenverlies. Atkinson speelt ook met chronologie, zowel binnen een boek als tussen verschillende boeken. Sommige personages komen terug als oudere of jongere versies van zichzelf. Vaak blijkt dat problemen in het heden veroorzaakt worden door pijnlijke gebeurtenissen uit het verleden, die soms generatieslang verzwegen zijn.
Atkinson heeft zelf gezegd dat het niet mogelijk is om een roman te schrijven over gelukkige mensen, die het alleen maar druk hebben met gelukkig zijn. Zij verwijst in haar romans, met name in de Brodie-cyclus, ook naar actuele gebeurtenissen, in Big Sky bijvoorbeeld naar het misbruikschandaal rond de presentator Jimmy Savile. Het thema gerechtigheid speelt in haar verhalen een belangrijke rol.
Haar boeken bevatten humor en de verteltoon is vaak licht ironisch.

## Prijzen en bekroningen (selectie)
Atkinsons werk is in het Verenigd Koninkrijk, Frankrijk en de Verenigde Staten bekroond. Zij heeft haar uitgevers gevraagd haar boeken niet meer in te zenden voor prijzen. Zij wil vooral aan haar eigen kwaliteitseisen voldoen.
- 2015 - A god in ruins  - Costa Book Award for Best Novel[7]
- 2014 - Life after Life  - American Library Association Andrew Carnegie Medal for excellence in fiction[8]
- 2014 - Life after life  - The South Bank Show Annual Award for Literature[9]
- 2013 - Life after life -  Costa Book Award for Best Novel[10]
- 2009 - When will there be good news? - British Book Awards Richard & Judy Best Read of the Year[11]
- 2005 - Case Histories  - Saltire Society Scottish Book of the Year Award[12]
- 2004 - Case Histories - Prix Westminster du roman anglais[13]
- 1998 - E. M. Forster Award[14]
- 1997 - Behind the scenes at the Museum - 1996 Lire: beste boek van het jaar[13]
- 1996 - Behind the scenes at the Museum - Whitbread Book of the Year & Whitbread prijs voor beste eerste roman[1]
- 1993 - Karmic Mothers—Fact or Fiction? (verhaal)    Ian St James Award[2]

## Werk
- 2024 - Death at the sign of the rook.  Nederlandse vertaling: Een donkere stormachtige nacht
- 2023 - Normal rules don't apply (verhalenbundel)
- 2022 - Shrines of Gaiety
- 2019 - Big Sky.    Nederlandse vertaling: De wijde lucht
- 2018 - Transcription.    Nederlandse vertaling: Transcriptie
- 2015 - A God in Ruins.    Nederlandse vertaling: Gevallen god
- 2013 - Life After Life.    Nederlandse vertaling: Leven na leven
- 2010 - Started Early, Took My Dog.    Nederlandse vertaling: Vanochtend vroeg vertrokken
- 2008 - When Will There Be Good News?    Nederlandse vertaling: Wachten op goed nieuws
- 2006 - One Good Turn     Nederlandse vertaling: Een goede daad
- 2004 - Case Histories.    Nederlandse vertaling: Oude zaken
- 2002 - Not the End of the World. (verhalenbundel)     Nederlandse vertaling: De wereld vergaat niet
- 2000 - Emotionally Weird.    Nederlandse vertaling: Geschift
- 2000 - Abandonment. (toneelstuk)
- 1997 - Human Croquet.    Nederlandse vertaling: Bladeren van licht
- 1995 - Behind the Scenes at the Museum.    Nederlandse vertaling:  Achter de schermen